# Lex Puteolana parieti faciendo
Die Lex (Puteolana) parieti faciendo war ein republikanischer Vergabe- und Haftungsvertrag aus dem Jahr 105 v. Chr., der für die Hafenstadt Puteoli galt.
Überliefert sind die gesetzlich festgehaltenen Vertragsbedingungen, insbesondere waren von den Bestimmungen öffentliche Versteigerungen und Vergaben betroffen, inschriftlich. Festgehalten war die Nennung des zu errichtenden Bauwerks, des Werklohns und der Fristen für die jeweiligen hoheitlichen Maßnahmen.